# Рочфорд, Билл
Уильям Рочфорд (англ. William Rochford; 27 мая 1913, Нью-Хаус, Англия — 9 марта 1984, Бишоп-Окленд, Англия) — английский футболист, фулбэк. Член команды «Портсмут», которая выиграла Кубок Англии 1939 года, он сыграл более 100 матчей за «Портсмут» и за их соперников с южного побережья, «Саутгемптон».

## Игровая карьера
Рочфорд родился в Нью-Хаусе, графство Дарем, в семье шахтеров, и в юности он играл за команду «Эш Виннинг». Впоследствии его семья переехала в Какфилд, Западный Сассекс, откуда он присоединился к «Портсмуту» в июле 1931 года.

### Портсмут
Рочфорд (известный как «Рокки» (англ. Rockie) на протяжении всей своей карьеры) дебютировал за «Портсмут» против «Саутгемптона» в матче Кубка Роулендской больницы на стадионе «Делл» в апреле 1932 года. Сначала, играя на позиции правого защитника, он лишь изредка выходил в стартовом составе «Помпи», которые регулярно заканчивали сезон в середине турнирной таблицы Первого дивизиона Футбольной лиги, но к 1934-35 годам он стал постоянным игроком. В 1937 году он перешёл на позицию левого защитника и оставался там, постоянно появляясь на поле в сезоне 1937/38.
Его величайший момент за «Портсмут» наступил в Кубке Англии, когда «Помпи», которые лиге боролись за выход из зоны вылета, разгромили, находящихся на вершине таблицы, «Вулверхэмптон» в финале Кубка Англии 1939 года со счетом 4:1. В результате приостановки Кубка Англии на время Второй мировой войны, следующий финал Кубка Англии состоялся лишь 7 лет спустя, в 1946 году, что позволило болельщикам Портсмута утверждать, что их команда удерживает Кубок дольше всех.
Рочфорд продолжал играть за Портсмут во время войны, сыграв более 200 матчей в матчах военного времени. Во время войны он работал на авиазаводе в Хамбл-ле-Райс, а также играл в футбол за заводскую команду «Фулэнд Эйркрафт».

### Саутгемптон
После прекращения военных действий он присоединился к «Саутгемптону» в июле 1946 года за гонорар в размере 550 фунтов стерлингов в качестве подготовки к первому послевоенному сезону лиги. Вскоре Рочфорда автоматически выбрали капитаном команды, и, согласно «In That Number» за авторством Дункана Холли и Гарри Чалка, он «был отцом для многих молодых и менее опытных игроков», включая Альфа Рамсея и Билла Эллерингтона, которые боролись за позицию правого защитника.
В течение следующих нескольких сезонов он редко пропускал игры, так как «Сэйнтс» едва не вышли из дивизиона 2. В августе 1949 года он подал заявку на должность менеджера после ухода Билла Доджина в «Фулхэм». Хотя Рочфорда сильно прочат на эту работу, поскольку он был выбором игроков, его заявка была отклонена в пользу Сида Кэнна. Несмотря на то, что Рочфорд был назначен играющим тренером при Канне, он был разочарован и, после того как команда в конце сезона 1949-50 не смогла добиться перехода в лигу выше, покинул клуб в июле 1950 года, чтобы присоединиться к «Колчестер Юнайтед».

### Колчестер Юнайтед
«Колчестер» собирался начать свой первый сезон в Футбольной лиге, но Рочфорд смог провести лишь два матча в лиге, прежде чем завершить карьеру.

## Дальнейшая жизнь
После выхода на пенсию Рочфорд вернулся на родной северо-восток, чтобы стать фермером около Гейтсхеда, но продолжал работать с «Саутгемптоном», выступая в качестве скаута в этом районе.
Он умер в Бишоп-Окленде в марте 1984 года.